# トマス・グティエレス・アレア
トマス・グティエレス・アレア（Tomás Gutiérrez Alea, 1928年12月11日 - 1996年4月17日）は、キューバの映画監督。ハバナ出身。愛称は「ティトン」（Titon）。

## 略歴
1951年にハバナ大学を卒業後、フリオ・ガルシア・エスピノーサとともに表現が禁圧されていたバティスタ独裁政権下のキューバを離れ、ローマの映画実験センター（チェントロ）に留学し、ネオ・リアリズムの息吹に触れる。1953年に同センターを卒業した。同時期のチェントロにはアルゼンチンの若きフェルナンド・ビリ、コロンビアのガルシア＝マルケスも在籍していた。
1959年のキューバ革命後に数々の作品を発表、国内のみならずラテンアメリカ映画界を代表する監督となる。
代表作に、キューバ危機の最中にあって何事にも無関心な男の精神的危機を描く『低開発の記憶 メモリアス』、自由主義者で芸術家のゲイ青年と、強硬な共産主義者の大学生の交流を描いた『苺とチョコレート』などがある。

## おもなフィルモグラフィ
- われらの土地 （1959）短篇
- レボルシオン 革命の物語 Historias de la revolución （1960）
- 12の椅子 （1962）
- ある官僚の死 （1966）
- 低開発の記憶 メモリアス Memorias del Subdesarrollo （1968）
- 最後の晩餐 （1977）
- 天国の晩餐 Los sobrevivientes （1978）
- 公園からの手紙 Cartas del parque （1988）
- 苺とチョコレート Fresa y chocolate （1993、フアン・カルロス・タビオと共同監督）